# XI Legislatura de la Junta General del Principado de Asturias
La XI Legislatura de la Junta General del Principado de Asturias comenzó el 24 de junio de 2019 y finalizó el 26 de junio de 2023. Sus miembros fueron elegidos en las elecciones autonómicas del 26 de mayo de 2019. Su desarrollo fue paralelo al primer gobierno de Adrián Barbón.

## Elección
La elección de los miembros de la XI legislatura de la Junta General del Principado de Asturias tuvo lugar el 26 de mayo de 2019. Los resultados otorgaron representación a siete formaciones políticas distintas, siendo este el mayor número de partidos con representación en la historia del parlamento. La candidatura ganadora resultó, de nuevo, la presentada por la Federación Socialista Asturiana, aunque quedándose a tres escaños de la mayoría absoluta.
Además del Partido Socialista; el Partido Popular, Ciudadanos, Podemos, Asturias por la Izquierda, Foro Asturias y Vox obtuvieron representación en la Junta.
| Elecciones a la Junta General del Principado de Asturias de 2019 |                                     |                       |         |        |           |           |
| Candidaturas                                                     | Candidaturas                        | Líder                 | Votos   | Votos  | Diputados | Diputados |
|                                                                  | Partido Socialista Obrero Español   | Adrián Barbón         | 187.462 | 35,65% | 20        | 6         |
|                                                                  | Partido Popular                     | Teresa Mallada        | 93.147  | 17,71% | 10        | 1         |
|                                                                  | Ciudadanos-Partido de la Ciudadanía | Juan Vázquez          | 74.271  | 14,12% | 5         | 2         |
|                                                                  | Podemos Asturies                    | Lorena Gil            | 58.674  | 11,16% | 4         | 5         |
|                                                                  | IU-IAS                              | Ángela Vallina        | 35.174  | 6,69%  | 2         | 3         |
|                                                                  | Foro de Ciudadanos                  | Carmen Moriyón        | 34.687  | 6,60%  | 2         | 1         |
|                                                                  | Vox                                 | Ignacio Blanco Urizar | 34.210  | 6,51%  | 2         | 2         |
| Fuente: Junta Electoral Provincial de Asturias                   |                                     |                       |         |        |           |           |

### Acontecimientos posteriores
Tras las elecciones, debido a los malos resultados de su formación, Carmen Moriyón (FORO) anunció que no recogería su acta de diputada.
Los resultados mostraban además que el Partido Popular de Asturias perdería también su senador por designación autonómica.

## Sesión constitutiva y elección del Presidente de la Junta General
La XI legislatura dio comienzo el 24 de junio de 2019 con la elección del presidente de la cámara. Tan sólo se presentó un candidato, el socialista Marcelino Marcos, que obtuvo un total de 26 votos, procedentes del PSOE, Podemos e IU.
| Presidente       | Presidente | Presidente | Presidente |
| Candidato        | Candidato  | Candidato  | Votos      |
| ---------------- | ---------- | ---------- | ---------- |
| Marcelino Marcos |            | PSOE       | 26         |
| En blanco        | En blanco  | En blanco  | 19         |
| Total            | Total      | Total      | 45         |

En cuanto a la formación de los grupos parlamentarios, se llegó a un acuerdo entre las formaciones para reformar el reglamento de la cámara con la intención de evitar un grupo mixto excesivamente grande, permitiendo por tanto que Vox, IU y FORO contaran con grupo propio.

### Composición de la Mesa
Además de al Presidente de la Junta General, ese día se escogieron también a los miembros de la Mesa de la Junta General, quedando conformada por los siguientes diputados.
| Cargo                  | Titular                          | Lista          |
| ---------------------- | -------------------------------- | -------------- |
| Presidente             | Marcelino Marcos Líndez          | FSA-PSOE       |
| Vicepresidenta primera | María Celia Fernández Fernández  | FSA-PSOE       |
| Vicepresidente segundo | Pablo Álvarez-Pire Santiago      | PP de Asturias |
| Secretario primero     | Ovidio Zapico González           | IU-IX          |
| Secretario segundo     | Luis Armando Fernández Bartolomé | Ciudadanos     |

## Elección del Presidente del Principado

### Proceso de elección
La elección del presidente está regulada por la ley autonómica 6/1984, que sigue el llamado «modelo de pura elección». Se produce tras la constitución de la Junta General del Principado o con el cese del anterior presidente. Serán candidatos a Presidente todos aquellos diputados que hayan sido propuestos por un mínimo de cinco de ellos. En consecuencia, puede haber más de un candidato.
Todos los candidatos expondrán su programa de gobierno en la misma sesión y, tras ella, se celebrará la primera votación, conjunta para todos ellos. Si algún candidato obtuviera mayoría absoluta en esta votación, resultaría elegido. En caso contrario, se realizaría una nueva votación, transcurridas 48 horas, con únicamente los dos candidatos más votados. En este caso, resultaría elegido el candidato con mayor número de votos (mayoría simple). En caso de empate, se repetiría la votación cada 48 horas como mínimo. En todos los casos, los diputados votan públicamente y por llamamiento, contestando con el nombre de un candidato o con la expresión «me abstengo». Si pasados dos meses desde la constitución de la Junta General, no ha sido elegido ningún candidato, ésta quedará disuelta procediéndose a convocar nuevas elecciones.

### Negociaciones para la investidura
El líder de la FSA - partido más votado y por tanto el que más posibilidades reunía para hacerse con la presidencia -, Adrián Barbón, en su discurso en la noche electoral rechazó a priori la formación de un ejecutivo de coalición y se abrió a hablar con todos los partidos aunque dijo priorizar las conversaciones con los partidos de izquierdas.
La líder del segundo partido más votado, Teresa Mallada, rechazó presentarse a la investidura, allanado el camino a Barbón.
Por su parte, el líder de Ciudadanos, Juan Vázquez, se desmarcó de la línea seguida por su partido a nivel nacional y se abrió a un posible pacto con los socialistas, aunque acabó dimitiendo poco después precisamente por esas diferencias con la dirección del partido.
Finalmente el PSOE llegó a un pacto de investidura con IU, que le permitía contar con 22 escaños, uno menos de lo requerido para alcanzar la mayoría absoluta. Desde las elecciones se había especulado con un pacto con Podemos en la comunidad, que permitiría al candidato alcanzar la mayoría absoluta, pero las posiciones entre ambos partidos se encontraban muy distanciadas, y debido al sistema de elección asturiano, no se requería esa mayoría para alcanzar la presidencia.

### Votación
La primera votación tuvo lugar el 12 de julio de 2019, en la que el único candidato, Adrián Barbón, obtuvo 22 votos, insuficiente para ser investido al requerirse mayoría absoluta. La segunda votación obtuvo idéntico resultado, resultando investido presidente del Principado de Asturias Adrián Barbón, al requerirse en esta ocasión mayoría simple.
| Fecha                                                   | Voto                     |    |    |   |   |   |   |   | Total |
| ------------------------------------------------------- | ------------------------ | -- | -- | - | - | - | - | - | ----- |
| 12 de julio de 2019 Mayoría requerida: Absoluta (23/45) | Adrián Barbón (FSA-PSOE) | 20 |    |   |   | 2 |   |   | 22/45 |
| 12 de julio de 2019 Mayoría requerida: Absoluta (23/45) | Abstención               |    | 10 | 5 | 4 |   | 2 | 2 | 23/45 |

| Fecha                                         | Voto                     |    |    |   |   |   |   |   | Total |
| --------------------------------------------- | ------------------------ | -- | -- | - | - | - | - | - | ----- |
| 15 de julio de 2019 Mayoría requerida: Simple | Adrián Barbón (FSA-PSOE) | 20 |    |   |   | 2 |   |   | 22/45 |
| 15 de julio de 2019 Mayoría requerida: Simple | Abstención               |    | 10 | 5 | 4 |   | 2 | 2 | 23/45 |

## Acontecimientos destacados

### Pandemia de coronavirus
A causa de la pandemia de coronavirus que asoló a la región, y en el contexto de la pandemia mundial por la enfermedad de coronavirus, el 13 de marzo, la Junta suspendió toda actividad presencial, si bien se mantuvo cierta actividad telemática. En sustitución a las actividades habituales del parlamento, se habilitó un grupo de trabajo en el que de forma regular comparecieron los miembros del Gobierno de Asturias. Los plenos presenciales no se retomarían hasta el 6 de mayo de 2020, al que tan sólo se permitió que acudieran un número reducido de parlamentarios. Pocos días después se retomó también la actividad presencial de las comisiones. Progresivamente se iría recuperando totalmente la actividad presencial.
Además, se constituyó una comisión para analizar la gestión de la pandemia en el Principado. Por otro lado, se rechazó la propuesta del PP de crear una comisión de investigación sobre la gestión en las residencias de ancianos, uno de los focos de la pandemia en Asturias.

### Uso del asturiano en la Junta General

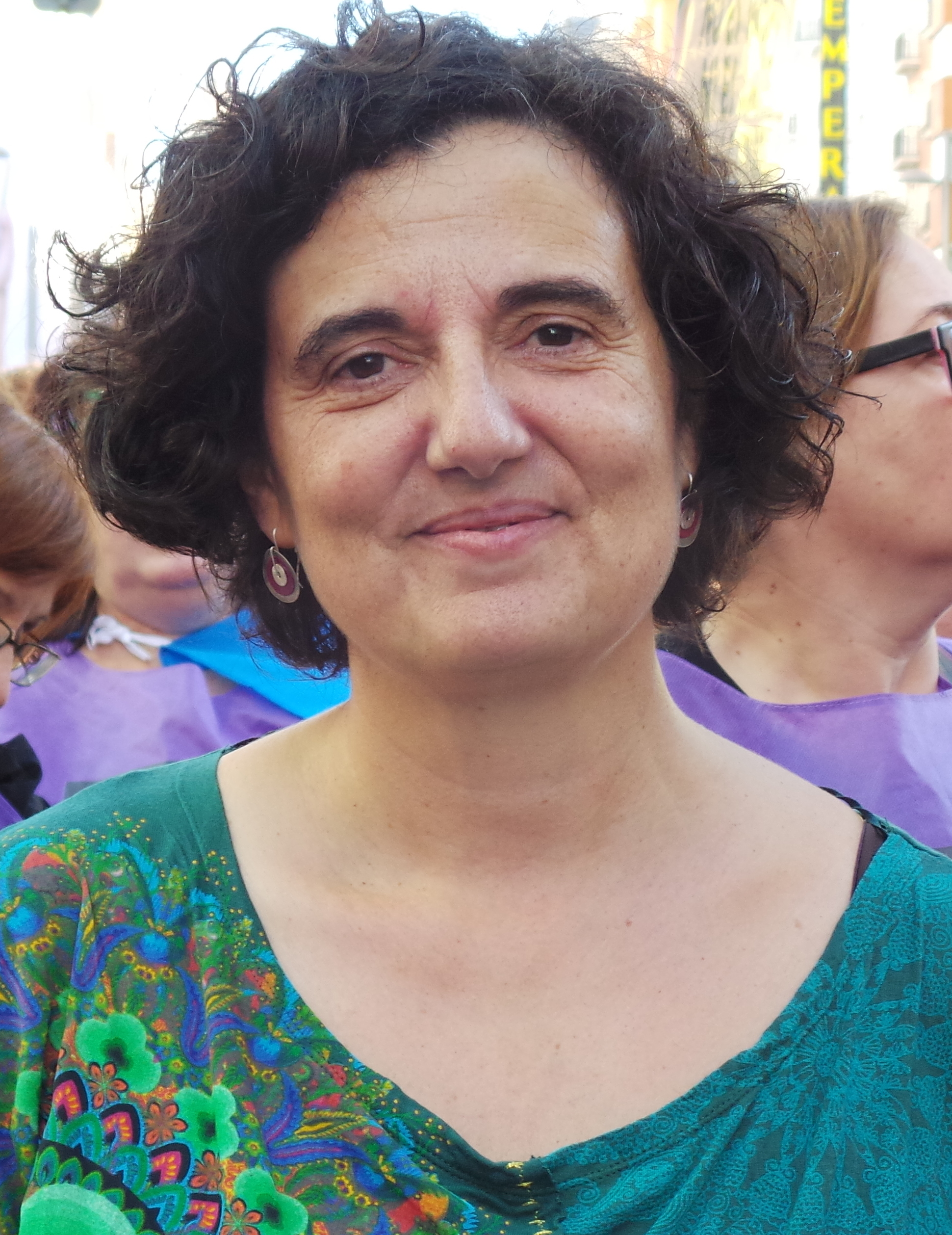
Berta Piñan, consejera de Cultura, Política Llingüistica y Turismo y reconocida escritora en lengua asturiana.

Durante la XI Legislatura se modificó el reglamento de la Junta General del Principado de Asturias para permitir que cualquier persona pudiera utilizar el asturiano en sus intervenciones. La votación de la reforma tuvo lugar el 1 de julio de 2020 y contó con el apoyo de los diputados de FSA-PSOE, Podemos, Izquierda Unida y Foro Asturias.
Esta reforma vino como respuesta al intento, en octubre de 2019, de la consejera de Cultura, Política Llingüistica y Turismo, Berta Piñan, de intervenir en asturiano durante su comparecencia ante la Comisión de Turismo. Al inicio de la intervención, la representante del PP, Gloria García, solicitó un traductor, mientras que el portavoz de Vox Asturias, Ignacio Blanco, exigió que no se usara el asturiano. Finalmente, los letrados de la Junta se vieron obligados a intervenir, adoptando una interpretación literal del reglamento, que en su artículo 11 indicaba que tan sólo los diputados tenían el derecho a intervenir en asturiano, y por lo tanto la consejera no podía hacerlo.
Esta decisión provocó la queja de varias formaciones, que exigieron la reforma del reglamento para permitir a cualquier compareciente utilizar el asturiano, sin importar su condición de diputado. Finalmente fue Izquierda Unida quién solicitó formalmente la reforma del reglamento.

## Senadores designados
El Senado de España está conformado por un total de 265 senadores, de los cuales tan sólo 208 son elegidos por sufragio directo en las elecciones generales. Los 57 restantes son designados por los parlamentos autonómicos. Asturias cuenta con 4 senadores de elección directa y 2 de designación autonómica, que son nombrados por la Junta General del Principado de Asturias para servir el período de duración de la legislatura autonómica.
Por norma general, los senadores designados se corresponden a una distribución proporcional teniendo en cuenta el número de escaños de cada grupo parlamentario, sin embargo, los pactos entre partidos pueden implicar que los senadores correspondan a grupos parlamentarios más minoritarios.
La Mesa de la Junta General es la que asigna a cada grupo el número de senadores que le corresponde aplicando el método D'Hôndt al número de escaños. Sin embargo, los grupos pueden proponer a cualquier candidato, sin que necesariamente este forme parte del mismo. Finalmente, los candidatos son sometidos a votación en el Pleno de la Junta General, aunque realmente se trata de un mero trámite, ya que no se puede votar en contra de ninguno de los candidatos, tan sólo a favor o en blanco.
A continuación se muestran los senadores designados para el periodo 2019-2023.
| Nombre | Nombre                       | GP Junta General | GP Junta General | GP Senado | GP Senado  | Votos a favor |
| ------ | ---------------------------- | ---------------- | ---------------- | --------- | ---------- | ------------- |
|        | María Jesús Álvarez González |                  | Socialista       |           | Socialista | 20/45         |
|        | María Mercedes Otero García  |                  | Socialista       |           | Socialista | 20/45         |

## Diputados
| Diputados de la XI Legislatura de la Junta General del Principado de Asturias | Diputados de la XI Legislatura de la Junta General del Principado de Asturias | Diputados de la XI Legislatura de la Junta General del Principado de Asturias | Diputados de la XI Legislatura de la Junta General del Principado de Asturias | Diputados de la XI Legislatura de la Junta General del Principado de Asturias | Diputados de la XI Legislatura de la Junta General del Principado de Asturias | Diputados de la XI Legislatura de la Junta General del Principado de Asturias | Diputados de la XI Legislatura de la Junta General del Principado de Asturias | Diputados de la XI Legislatura de la Junta General del Principado de Asturias | Diputados de la XI Legislatura de la Junta General del Principado de Asturias | Diputados de la XI Legislatura de la Junta General del Principado de Asturias |
| Nombre                                                                        | Circunscripción                                                               | N.º                                                                           | Partido                                                                       | Partido                                                                       | Alianza                                                                       | Alianza                                                                       | GP                                                                            | Asumió                                                                        | Abandonó                                                                      | Notas                                                                         |
| ----------------------------------------------------------------------------- | ----------------------------------------------------------------------------- | ----------------------------------------------------------------------------- | ----------------------------------------------------------------------------- | ----------------------------------------------------------------------------- | ----------------------------------------------------------------------------- | ----------------------------------------------------------------------------- | ----------------------------------------------------------------------------- | ----------------------------------------------------------------------------- | ----------------------------------------------------------------------------- | ----------------------------------------------------------------------------- |
| Alfonso Albaladejo                                                            | Central                                                                       | 9                                                                             |                                                                               | FSA                                                                           |                                                                               | PSOE                                                                          | Socialista                                                                    | 24 de junio de 2019                                                           |                                                                               |                                                                               |
| Alba Álvarez                                                                  | Occidental                                                                    | 2                                                                             |                                                                               | FSA                                                                           |                                                                               | PSOE                                                                          | Socialista                                                                    | 24 de junio de 2019                                                           |                                                                               |                                                                               |
| Pablo Álvarez-Pire                                                            | Central                                                                       | 4                                                                             |                                                                               | PPA                                                                           |                                                                               | PP                                                                            | Popular                                                                       | 24 de junio de 2019                                                           |                                                                               |                                                                               |
| Sara Álvarez Rouco                                                            | Central                                                                       | 2                                                                             |                                                                               | Vox                                                                           |                                                                               | Vox                                                                           | Vox                                                                           | 24 de junio de 2019                                                           |                                                                               |                                                                               |
| Luis Carlos Fanjul                                                            | Central                                                                       | 9                                                                             |                                                                               | Cs                                                                            |                                                                               | Cs                                                                            | Ciudadanos                                                                    | 28 de enero de 2020                                                           |                                                                               | Sustituye a Ana Coto                                                          |
| Adrián Barbón                                                                 | Central                                                                       | 1                                                                             |                                                                               | FSA                                                                           |                                                                               | PSOE                                                                          | Socialista                                                                    | 24 de junio de 2019                                                           |                                                                               | Presidente del Consejo de Gobierno                                            |
| Ignacio Blanco                                                                | Central                                                                       | 1                                                                             |                                                                               | Vox                                                                           |                                                                               | Vox                                                                           | Vox                                                                           | 24 de junio de 2019                                                           | 31 de diciembre de 2022                                                       | Portavoz de Vox Sustituido por Javier Jové Sandoval                           |
| Javier Jové                                                                   | Central                                                                       | 3                                                                             |                                                                               | Vox                                                                           |                                                                               | Vox                                                                           | Vox                                                                           | 14 de febrero de 2023                                                         |                                                                               | Sustituye a Ignacio Blanco                                                    |
| Javier Brea                                                                   | Oriental                                                                      | 2                                                                             |                                                                               | PPA                                                                           |                                                                               | PP                                                                            | Popular                                                                       | 24 de junio de 2019                                                           |                                                                               | Segundo Vicepresidente de la Junta                                            |
| María Dolores Carcedo                                                         | Central                                                                       | 4                                                                             |                                                                               | FSA                                                                           |                                                                               | PSOE                                                                          | Socialista                                                                    | 24 de junio de 2019                                                           |                                                                               | Portavoz del grupo Socialista                                                 |
| Juan Cofiño                                                                   | Central                                                                       | 3                                                                             |                                                                               | FSA                                                                           |                                                                               | PSOE                                                                          | Socialista                                                                    | 24 de junio de 2019                                                           |                                                                               |                                                                               |
| Ana María Coto                                                                | Central                                                                       | 2                                                                             |                                                                               | Independiente                                                                 |                                                                               | Cs                                                                            | Ciudadanos                                                                    | 24 de junio de 2019                                                           | 30 de diciembre de 2019                                                       | Sustituida por Luis Carlos Fanjul Viña                                        |
| José Manuel Felgueres                                                         | Oriental                                                                      | 1                                                                             |                                                                               | PPA                                                                           |                                                                               | PP                                                                            | Popular                                                                       | 24 de junio de 2019                                                           |                                                                               |                                                                               |
| Susana Fernández                                                              | Central                                                                       | 7                                                                             |                                                                               | Cs                                                                            |                                                                               | Cs                                                                            | Ciudadanos                                                                    | 24 de junio de 2019                                                           |                                                                               | Sustituye a Juan Vázquez                                                      |
| Luis Armando Fernández                                                        | Central                                                                       | 5                                                                             |                                                                               | Cs                                                                            |                                                                               | Cs                                                                            | Ciudadanos                                                                    | 24 de junio de 2019                                                           |                                                                               | Segundo Secretario de la Junta                                                |
| José Ramón Fernández                                                          | Central                                                                       | 13                                                                            |                                                                               | FSA                                                                           |                                                                               | PSOE                                                                          | Socialista                                                                    | 24 de junio de 2019                                                           |                                                                               |                                                                               |
| Celia Fernández                                                               | Central                                                                       | 2                                                                             |                                                                               | Independiente                                                                 |                                                                               | PSOE                                                                          | Socialista                                                                    | 24 de junio de 2019                                                           |                                                                               | Primer Vicepresidente de la Junta                                             |
| Lidia Fernández                                                               | Occidental                                                                    | 4                                                                             |                                                                               | FSA                                                                           |                                                                               | PSOE                                                                          | Socialista                                                                    | 24 de junio de 2019                                                           |                                                                               |                                                                               |
| Luis Ramón Fernández                                                          | Central                                                                       | 7                                                                             |                                                                               | FSA                                                                           |                                                                               | PSOE                                                                          | Socialista                                                                    | 24 de junio de 2019                                                           |                                                                               |                                                                               |
| Reyes Fernández                                                               | Central                                                                       | 2                                                                             |                                                                               | PPA                                                                           |                                                                               | PP                                                                            | Popular                                                                       | 24 de junio de 2019                                                           |                                                                               |                                                                               |
| Enrique Fernández                                                             | Central                                                                       | 5                                                                             |                                                                               | FSA                                                                           |                                                                               | PSOE                                                                          | Socialista                                                                    | 24 de junio de 2019                                                           |                                                                               |                                                                               |
| Esther Freile                                                                 | Oriental                                                                      | 3                                                                             |                                                                               | FSA                                                                           |                                                                               | PSOE                                                                          | Socialista                                                                    | 24 de junio de 2019                                                           |                                                                               |                                                                               |
| Gloria García                                                                 | Central                                                                       | 6                                                                             |                                                                               | PPA                                                                           |                                                                               | PP                                                                            | Popular                                                                       | 24 de junio de 2019                                                           |                                                                               |                                                                               |
| Sergio García                                                                 | Central                                                                       | 3                                                                             |                                                                               | Cs                                                                            |                                                                               | Cs                                                                            | Ciudadanos                                                                    | 24 de junio de 2019                                                           |                                                                               |                                                                               |
| Lorena Gil                                                                    | Central                                                                       | 1                                                                             |                                                                               | Podemos                                                                       |                                                                               | Podemos                                                                       | Podemos Asturies                                                              | 24 de junio de 2019                                                           | 19 de noviembre de 2020                                                       | Sustituida por Ricardo Menéndez                                               |
| Ana González Cachero                                                          | Central                                                                       | 6                                                                             |                                                                               | FSA                                                                           |                                                                               | PSOE                                                                          | Socialista                                                                    | 24 de junio de 2019                                                           |                                                                               |                                                                               |
| Pablo González                                                                | Central                                                                       | 3                                                                             |                                                                               | PPA                                                                           |                                                                               | PP                                                                            | Popular                                                                       | 24 de junio de 2019                                                           |                                                                               |                                                                               |
| Pedro Leal                                                                    | Central                                                                       | 3                                                                             |                                                                               | FAC                                                                           |                                                                               | FAC                                                                           | Foro Asturias                                                                 | 24 de junio de 2019                                                           |                                                                               | Sustituye a Carmen Moriyón                                                    |
| Jimena Llamedo                                                                | Oriental                                                                      | 1                                                                             |                                                                               | FSA                                                                           |                                                                               | PSOE                                                                          | Socialista                                                                    | 24 de junio de 2019                                                           |                                                                               |                                                                               |
| Noelia Macías                                                                 | Central                                                                       | 10                                                                            |                                                                               | FSA                                                                           |                                                                               | PSOE                                                                          | Socialista                                                                    | 24 de junio de 2019                                                           |                                                                               |                                                                               |
| Teresa Mallada                                                                | Central                                                                       | 1                                                                             |                                                                               | PPA                                                                           |                                                                               | PP                                                                            | Popular                                                                       | 24 de junio de 2019                                                           |                                                                               | Portavoz del grupo Popular                                                    |
| Marcelino Marcos                                                              | Occidental                                                                    | 1                                                                             |                                                                               | FSA                                                                           |                                                                               | PSOE                                                                          | Socialista                                                                    | 24 de junio de 2019                                                           |                                                                               | Presidente de la Junta                                                        |
| Ricardo Menéndez                                                              | Central                                                                       | 6                                                                             |                                                                               | Independiente                                                                 |                                                                               | Podemos                                                                       | Podemos Asturies                                                              | 10 de diciembre de 2020                                                       |                                                                               | Sustituye a Lorena Gil                                                        |
| Ángel Morales                                                                 | Oriental                                                                      | 2                                                                             |                                                                               | FSA                                                                           |                                                                               | PSOE                                                                          | Socialista                                                                    | 24 de junio de 2019                                                           |                                                                               |                                                                               |
| Carmen Ordieres                                                               | Central                                                                       | 12                                                                            |                                                                               | FSA                                                                           |                                                                               | PSOE                                                                          | Socialista                                                                    | 24 de junio de 2019                                                           |                                                                               |                                                                               |
| Rafael Palacios                                                               | Central                                                                       | 4                                                                             |                                                                               | Podemos                                                                       |                                                                               | Podemos                                                                       | Podemos Asturies                                                              | 24 de junio de 2019                                                           |                                                                               |                                                                               |
| Laura Pérez Macho                                                             | Central                                                                       | 4                                                                             |                                                                               | Cs                                                                            |                                                                               | Cs                                                                            | Ciudadanos                                                                    | 24 de junio de 2019                                                           |                                                                               | Portavoz de Ciudadanos                                                        |
| Beatriz Polledo                                                               | Central                                                                       | 5                                                                             |                                                                               | PPA                                                                           |                                                                               | PP                                                                            | Popular                                                                       | 24 de junio de 2019                                                           |                                                                               |                                                                               |
| Adrián Pumares                                                                | Central                                                                       | 2                                                                             |                                                                               | FAC                                                                           |                                                                               | FAC                                                                           | Foro Asturias                                                                 | 24 de junio de 2019                                                           |                                                                               | Portavoz de Foro Asturias                                                     |
| Álvaro Queipo                                                                 | Occidental                                                                    | 1                                                                             |                                                                               | PPA                                                                           |                                                                               | PP                                                                            | Popular                                                                       | 24 de junio de 2019                                                           |                                                                               |                                                                               |
| Daniel Ripa                                                                   | Central                                                                       | 2                                                                             |                                                                               | Podemos                                                                       |                                                                               | Podemos                                                                       | Podemos Asturies                                                              | 24 de junio de 2019                                                           |                                                                               |                                                                               |
| Nuria Rodríguez                                                               | Central                                                                       | 3                                                                             |                                                                               | Podemos                                                                       |                                                                               | Podemos                                                                       | Podemos Asturias                                                              | 24 de junio de 2019                                                           |                                                                               |                                                                               |
| Mónica Ronderos                                                               | Central                                                                       | 8                                                                             |                                                                               | FSA                                                                           |                                                                               | PSOE                                                                          | Socialista                                                                    | 24 de junio de 2019                                                           |                                                                               |                                                                               |
| René Suárez                                                                   | Central                                                                       | 11                                                                            |                                                                               | FSA                                                                           |                                                                               | PSOE                                                                          | Socialista                                                                    | 24 de junio de 2019                                                           |                                                                               |                                                                               |
| Ricardo Suárez                                                                | Occidental                                                                    | 3                                                                             |                                                                               | FSA                                                                           |                                                                               | PSOE                                                                          | Socialista                                                                    | 24 de junio de 2019                                                           |                                                                               |                                                                               |
| Ángela Vallina                                                                | Central                                                                       | 1                                                                             |                                                                               | IU/IX                                                                         |                                                                               | IU–IAS                                                                        | Izquierda Unida                                                               | 24 de junio de 2019                                                           |                                                                               | Portavoz de Izquierda Unida                                                   |
| Juan Vázquez                                                                  | Central                                                                       | 1                                                                             |                                                                               | Cs                                                                            |                                                                               | Cs                                                                            | Ciudadanos                                                                    | 24 de junio de 2019                                                           | 24 de junio de 2019                                                           | Sustituido por Susana Fernández                                               |
| Cristina Vega                                                                 | Occidental                                                                    | 2                                                                             |                                                                               | PPA                                                                           |                                                                               | PP                                                                            | Popular                                                                       | 24 de junio de 2019                                                           |                                                                               |                                                                               |
| Ovidio Zapico                                                                 | Central                                                                       | 2                                                                             |                                                                               | IU/IX                                                                         |                                                                               | IU–IAS                                                                        | Izquierda Unida                                                               | 24 de junio de 2019                                                           |                                                                               | Secretario Primero de la Junta                                                |

#### Grupos parlamentarios
|                                                  | Socialista       | 20 |
|                                                  | Popular          | 10 |
|                                                  | Ciudadanos       | 5  |
|                                                  | Podemos Asturies | 4  |
|                                                  | Foro Asturias    | 2  |
|                                                  | Izquierda Unida  | 2  |
|                                                  | Vox              | 2  |
| Fuente: Junta General del Principado de Asturias |                  |    |

#### La Junta de Portavoces
| Cargo                                            | Cargo                            | Titular                          | Lista          |
| ------------------------------------------------ | -------------------------------- | -------------------------------- | -------------- |
| Presidente                                       | Presidente                       | Marcelino Marcos Líndez          | FSA-PSOE       |
| Vicepresidenta primera                           | Vicepresidenta primera           | María Celia Fernández Fernández  | FSA-PSOE       |
| Vicepresidente segundo                           | Vicepresidente segundo           | Pablo Álvarez-Pire Santiago      | PP de Asturias |
| Secretario primero                               | Secretario primero               | Ovidio Zapico González           | IU-IX          |
| Secretario segundo                               | Secretario segundo               | Luis Armando Fernández Bartolomé | Ciudadanos     |
| Portavoces titulares                             |                                  |                                  |                |
|                                                  | Portavoz del GP Socialista       | María Dolores Carcedo García     | FSA-PSOE       |
|                                                  | Portavoz del GP Popular          | María Teresa Mallada de Castro   | PP de Asturias |
|                                                  | Portavoz del GP Ciudadanos       | Susana Fernández Álvarez         | Ciudadanos     |
|                                                  | Portavoz del GP Podemos Asturies | Daniel Marí Ripa                 | Podemos        |
|                                                  | Portavoz del GP Foro Asturias    | Adrián Pumares Suárez            | Foro Asturias  |
|                                                  | Portavoz del GP Izquierda Unida  | Ángela Rosa Vallina de la Noval  | IU-IX          |
|                                                  | Portavoz del GP Vox              | Ignacio Blanco Urizar            | VOX            |
| Fuente: Junta General del Principado de Asturias |                                  |                                  |                |

#### Las Comisiones
| Comisiones de la Junta General del Principado de Asturias                         |                                 |       |                |
| Comisión                                                                          | Presidencia                     | Grupo | Grupo          |
| Administración Autonómica, Medio Ambiente y Cambio Climático y de Vicepresidencia | Luis Ramón Fernández Huerga     |       | FSA-PSOE       |
| Ciencia, Innovación y Universidad                                                 | Sergio García Rodríguez         |       | Ciudadanos     |
| Control de Radiotelevisión del Principado de Asturias, SAU                        | María Esther Freile Fernández   |       | FSA-PSOE       |
| Cultura, Política Llingüística y Turismo                                          | Lidia Fernández Fernández       |       | FSA-PSOE       |
| Derechos Sociales y Bienestar                                                     | Cristina Vega Morán             |       | PP de Asturias |
| Educación                                                                         | Reyes Fernández Hurlé           |       | PP de Asturias |
| Estudio de la gestión de la crisis COVID-19                                       | Luis Carlos Fanjul Viñaz        |       | Ciudadanos     |
| Hacienda                                                                          | Beatriz Polledo Enríquez        |       | PP de Asturias |
| Industria, Empleo y Promoción Económica                                           | Mónica Ronderos García          |       | FSA-PSOE       |
| Medio Rural y Cohesión Territorial                                                | Ricardo Suárez Argüelles        |       | FSA-PSOE       |
| Peticiones y Derechos Fundamentales                                               | Adrián Pumares Suárez           |       | Foro Asturias  |
| Presidencia                                                                       | Ángela Rosa Vallina de la Noval |       | IU-IX          |
| Reglamento                                                                        | Marcelino Marcos Líndez         |       | FSA-PSOE       |
| Salud                                                                             | Daniel Marí Ripa                |       | Podemos        |